# Heorhij Leončuk
Heorhij Ihorovyč Leončuk (in ucraino Георгій Ігорович Леончук?; 24 maggio 1974) è un ex velista ucraino.

## Palmarès

### Olimpiadi
- 1 medaglia:
  - 1 argento (Atene 2004 nella classe 49er)

### Mondiali
- 4 medaglie:
  - 1 oro (Mosca 2005 nella classe 49er)
  - 3 bronzi (Malcesine 2001 nella classe 49er; Cadice 2003 nella classe 49er; Sorrento 2008 nella classe 49er)

### Europei
- 1 medaglia:
  - 1 bronzo (Medemblik 2000 nella classe 49er)